# Destraktion
Destraktion ist ein produktschonendes Trennverfahren mit Hilfe von überkritischen Gasen. Der Begriff ist ein Kofferwort aus Destillation und Extraktion. 
Der erste Verfahrensschritt, eine Hochdruckextraktion, nutzt die wesentlich höhere Löslichkeit vieler Stoffe in überkritischen Fluiden aus. In einem zweiten Schritt wird das überkritische Fluid in der Regel restlos durch Verringerung des Drucks entfernt. 
Das Verfahren wurde in den 1960ern am Max-Planck-Institut für Kohlenforschung in Mülheim an der Ruhr durch den Chemiker Kurt Zosel entwickelt und gelegentlich als Zoselverfahren bezeichnet. 1978 schlug er den Begriff Destraktion für das Verfahren vor.
Die Destraktion wird beispielsweise in der Entkoffeinierung angewendet.